# Cryptogramma sitchensis
Cryptogramma sitchensis är en kantbräkenväxtart som först beskrevs av Franz Josef Ivanovich Ruprecht, och fick sitt nu gällande namn av Moore. Cryptogramma sitchensis ingår i släktet Cryptogramma och familjen Pteridaceae. Inga underarter finns listade.